# مهرآباد (همدان)
مهرآباد روستایی در دهستان سنگستان بخش مرکزی شهرستان همدان استان همدان ایران است. دریاچهٔ سد ابشینه در نزدیکی این روستا واقع می‌باشد.

## جمعیت
بر پایه سرشماری عمومی نفوس و مسکن در سال ۱۳۹۵ این روستا بدون جمعیت بوده‌است.